# 偽装難民
偽装難民（ぎそうなんみん）とは、経済難民であるにもかかわらず、政治的難民を装って不法に入国する人々のことを言う。政治的難民というのは難民条約において保護が規定されているために装われている。中華人民共和国においては、1980年代に行われた改革開放の影響で経済難民が続出。このことから一部の中国人はベトナム難民を装うことにより日本に漂着するという偽装難民となった。1989年の日本ではボートピープルとして入国した者の中に、実際は就労目的で入国した偽装難民が多数含まれていたということが判明。これらは当初は本人たちの供述どおりにベトナムから脱出してきたものと考えられていたが、入国管理局の調査の結果、漂着した2804人のほぼ全員が中国人であったと判明。1990年6月までにこのうちの1520人が中国に強制送還されることとなった。

## 概要
日本の偽装難民の多くは、就労目的の外国人が日本で就労するために、難民とはかけ離れた理由で難民認定制度を申請するなど、難民制度を悪用しているとされている。
2010年3月に、難民認定制度の運用を変更し、難民申請後6カ月経過すれば就労可能としたところ、観光目的の「短期滞在」や「留学」、「技能実習」来日した外国人が就労を目的に難民申請を繰り返す「偽装難民」が急増した。

## 対策
2015年に、法務省は、偽装難民対策として「同じ理由で申請を繰り返す場合は日本での就労を認めず、悪質な申請者には日本への在留も認めない」ことに制度の見直しをしている。
2024年6月10日に改正入管法が施行され、犯罪を起こすと難民申請ができなくなり、また審査の回数が2回まで制限され、繰り返し難民申請をしてその期間日本に在留をすることはできなくなり、3回目以上の難民申請者を申請中でも強制送還できるようにした。

## 使用例
時事通信社は、「母国への送還を免れるために難民申請を繰り返す不法滞在者」のことを「偽装難民」と報じている。
難民支援協会は、「難民ではないのに、難民申請をしている人」を「偽装難民」と表現している。

## 風刺
はすみとしこが、私利私欲のために被害者のふりをする偽装難民を否定するイラストをフェイスブックに投稿し物議を醸した。

## 関連作品
- 『そうだ難民しよう! : はすみとしこの世界』青林堂、2015年12月17日。ISBN 978-4-7926-0537-7。（編集協力・テキサス親父日本事務局局長藤木俊一）